# Zophosis undulata
Zophosis undulata là một loài bọ cánh cứng trong họ Tenebrionidae. Loài này được Gahan miêu tả khoa học năm 1901.